# Beast Boy

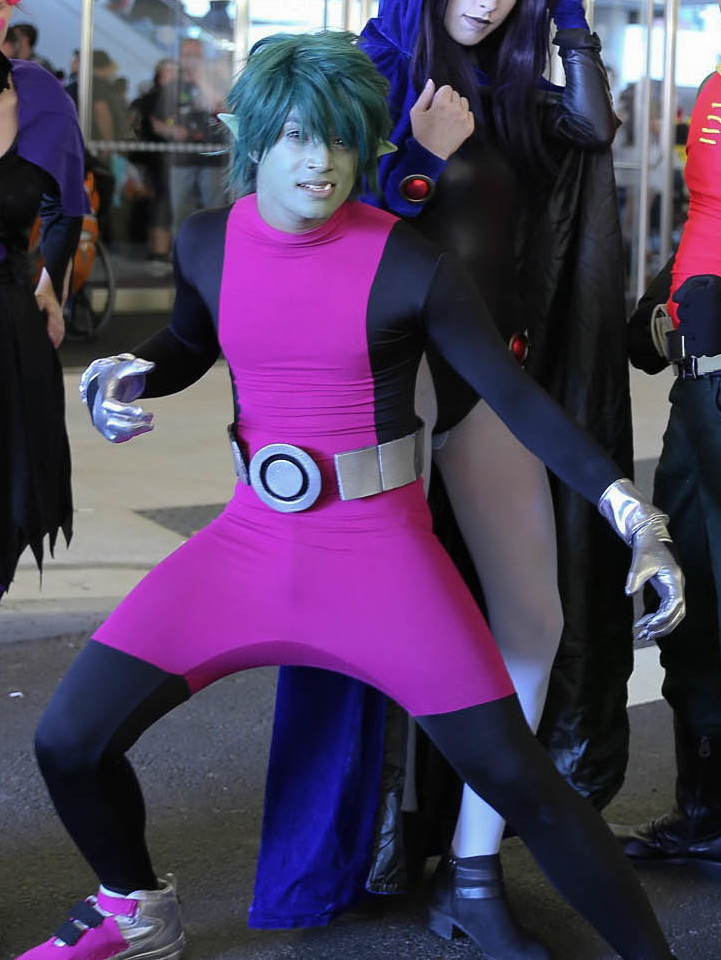
Beast Boy Cosplay

Beast Boy är en grönfärgad hjältefigur i en av de tecknade serierna från DC Comics. Han äger förmåga att anta formen av vilket djur som helst, både ett nu levande, ett utdött eller ett fantasidjur. Beast boy är som Titans joker; han är nästan alltid glad och har alltid ett skämt på gång. Ibland kan dock hans skämtlynne ta sig lite väl yviga svängar.
Beast boy är vegetarian. Istället för kött äter han tofu, en vit, ostliknande massa som är ett substitut för kött och som kommer från hans hemplanet och som de andra Titans tycker hjärtligt illa om.
Han älskar att spela videospel och tittar alldeles för mycket på TV. Beast boys närmaste vän är Cyborg. De två spelar ofta TV-spel tillsammans. 
Det enda som är känt om Beast boys förflutna är att han som barn var med i det legendariska teamet Doom Patrol, vilket han emellertid lämnade efter ett tag för att istället ansluta sig till Teen titans. Han är inte den smartaste i gruppen och han har svårt att hålla fingrarna i styr. Detta tar sig exempelvis uttryck i avsnitt sex, säsong 1 "Nevermore", där han och Cyborg av misstag råkar bryta sig in i Ravens rum. Där hittar Beast boy en konstig spegel som på något mystiskt vis suger in dem i Ravens huvud. Detta gör att Raven har väldigt svårt att tåla Beast boy. Han å sin sida tycker att hon är lite kuslig, eller "creepy" som han själv uttrycker saken.